# Charles de France (1686-1714)
Pour les articles homonymes, voir Charles de France.
Titres
Prince héritier du trône d'Espagne
1er novembre 1700 – 25 août 1707
(6 ans, 9 mois et 24 jours)
Duc de Berry
31 août 1686 – 4 mai 1714
(27 ans, 8 mois et 3 jours)
Signature
Charles de France, né au château de Versailles le 31 août 1686 et mort au même endroit le 4 mai 1714, est un membre de la maison de Bourbon. Étant fils de Louis de Bourbon, dit le « Grand Dauphin », et de son épouse Marie-Anne de Bavière, il est fils de France et duc de Berry. Ainsi petit-fils du roi Louis XIV, il est durant sept ans prince héritier du trône d'Espagne jusqu'à ce que son frère, Philippe V, eut un fils. Il épouse Marie-Louise-Élisabeth d'Orléans, fille du régent Philippe d'Orléans. 

## Biographie

### Enfance

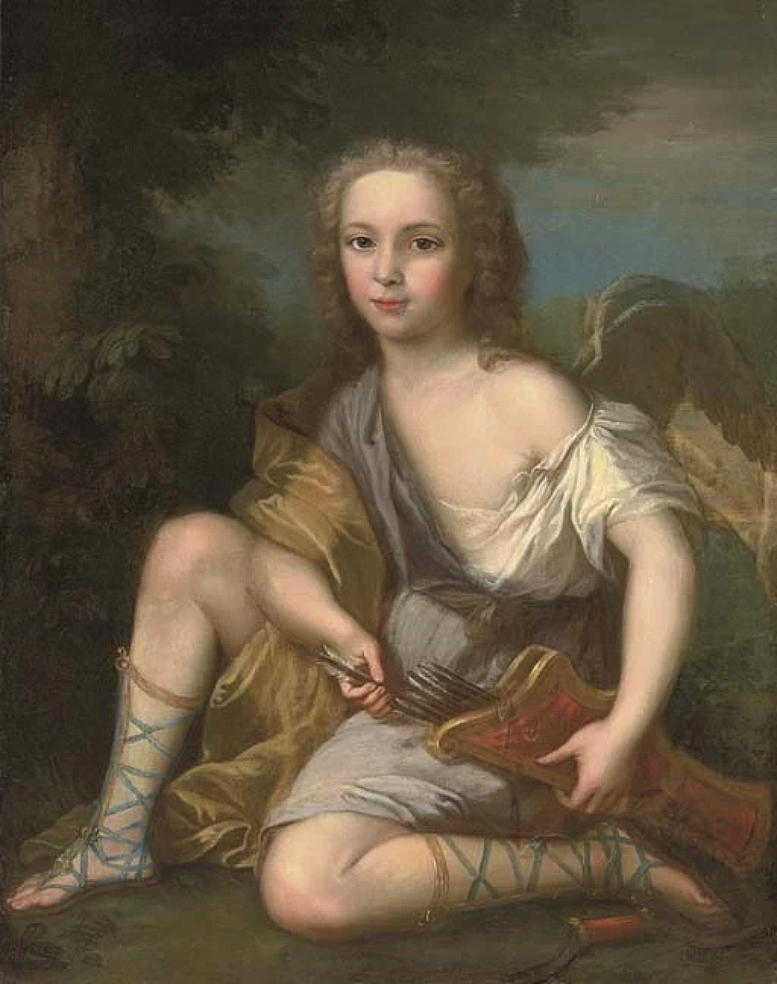
Charles, duc de Berry en Cupidon, tableau anonyme.

Charles, né le 31 août 1686 au château de Versailles, est ondoyé peu après dans la chambre de sa mère par le grand aumônier de France, Pierre du Cambout de Coislin. Son grand-père, Louis XIV, lui confère alors le titre de duc de Berry.
Le 18 janvier 1687, le même jour que ses deux frères Louis et Philippe, Charles est baptisé par le grand aumônier de France dans la chapelle royale du château de Versailles, en présence du curé de l'église Notre-Dame de Versailles, François Hébert. Son parrain est Philippe d'Orléans, le futur Régent, et sa marraine est Anne-Marie-Louise d'Orléans, la Grande Mademoiselle.
La dauphine Marie-Anne de Bavière meurt en 1690, à seulement vingt-neuf ans. Faisant alors ses adieux à ses proches, elle embrasse son fils en disant « Berry, tu sais que je t'ai tendrement aimé, mais tu me coûtes bien cher ». Elle était en effet persuadée que son état de santé résultait de son accouchement qui s'était mal passé. L'autopsie écarta cette hypothèse et l'on songea alors à une tuberculose, sans plus de précision tant le sujet du décès faisait débat.

### Personnalité
Étant le cadet d'une maison royale, Charles a peu de chance de monter un jour sur le trône. Il se fait toutefois remarquer par sa joie de vivre et son affabilité. Sa grand-tante, Élisabeth-Charlotte de Bavière, princesse palatine, le surnomme alors « Berry bon cœur ». Si son frère aîné le duc de Bourgogne est appelé à régner un jour sur la France, son second frère, le duc d'Anjou, est choisi comme successeur par le roi Charles II. Le duc de Berry s'en plaint alors avec humour affirmant que les professeurs de son frère vont lui « tomber sur le dos… ».
Le roi Louis XIV transforme le départ du duc d'Anjou pour l'Espagne en voyage pédagogique, ce qui permet à ses trois petits-fils de découvrir le royaume. La guerre de Succession d'Espagne est alors sur le point d'éclater. Le conflit commencera véritablement le 7 juillet 1701.

### Mariage
Le duc atteint l'âge de se marier mais, toute l'Europe étant coalisée contre la France, une union avec une princesse étrangère semble impossible, et c'est au sein de la famille royale que le roi trouve une épouse pour son petit-fils. Il épouse donc une fille de Philippe d'Orléans, Marie-Louise-Élisabeth d'Orléans, le 5 juillet 1710. La duchesse de Bourbon avait d'abord proposé une de ses fille, Louise-Élisabeth de Bourbon-Condé. Mais le roi, encore assez méfiant vis-à-vis de la famille de Condé, lui préféra alors Mademoiselle d'Orléans. Le couple ducal aura trois enfants, mais tous sont venus avant terme et sont morts à la naissance, dont une fille posthume.

À peine mariée, la duchesse de Berry fait subir ses caprices à son époux. Celle-ci prendra même un amant, monsieur La Haye, écuyer de son époux, avec lequel elle fait des projets insensés :

« Les lettres les plus passionnées et les plus folles de ce projet ont été surprises, et d’un tel projet, le roi, son père, et son mari pleins de vie, on peut juger de la tête qui l'avait enfanté et qui ne cessait d'en presser l’exécution… »

— Saint-Simon, Mémoires de Saint-Simon

## Fin du règne

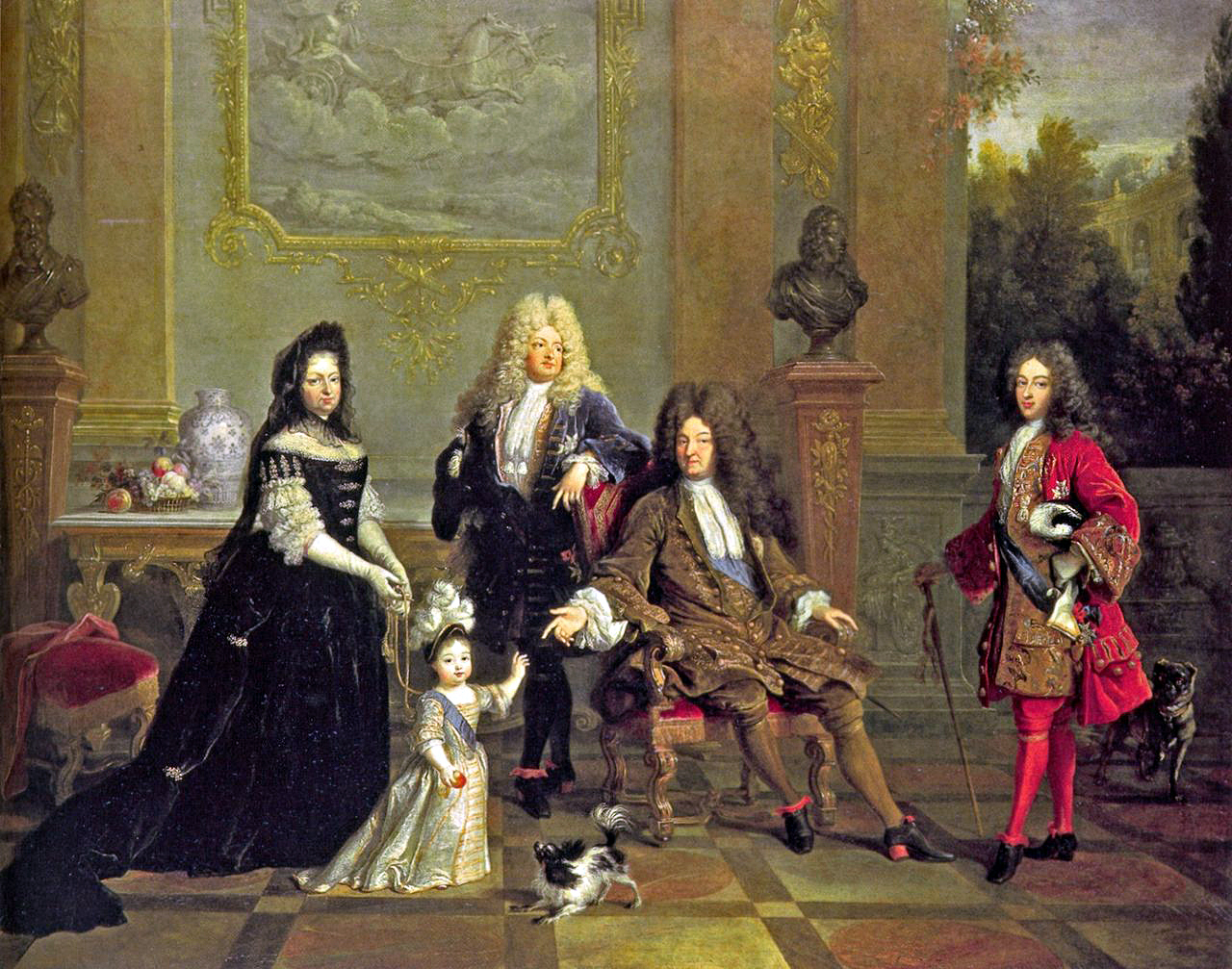
Madame de Ventadour avec le roi Louis XIV et ses héritiers par Nicolas de Largillière, entre 1715 et 1720.

Durant l'année 1711, le Grand Dauphin meurt, victime d'une épidémie de petite vérole. Le duc de Bourgogne, frère aîné du duc de Berry, devient alors dauphin et son épouse, Marie-Adélaïde de Savoie, dauphine. Le jeune couple a deux fils, la succession est ainsi assurée.
L'année suivante, la dauphine succombe à une épidémie de rougeole entraînant dans la mort son époux et son fils aîné. Seul leur fils cadet, protégé par sa gouvernante, leur survit. La mort de trois héritiers rapprochés du trône émeut alors. On parle d'empoisonnement et le duc d'Orléans est vite soupçonné, mais le roi vieillissant veut éviter le scandale et fait taire les rumeurs.
Cette hécatombe anéantit profondément le vieux roi, et la joie causée par la naissance tant voulue du duc d'Alençon, survenue en mars 1713, est de courte durée. Le jeune duc, nommé Charles comme son père, meurt trois semaines plus tard. Malingre et chétif, il meurt de fortes convulsions. La même année, l'Europe, alors épuisée par les douze années de guerre, souhaite faire la paix et ouvre enfin les pourparlers.

## Décès du duc de Berry
Victime d'une hémorragie interne à la suite d'une glissade de son cheval lors d'une chasse dans la forêt de Marly,, le duc de Berry meurt le 4 mai 1714, à l'âge de 27 ans, en réclamant alors la grâce pour celui qui l'a blessé. Il n'a joué aucun rôle politique, conformément à sa place dans la ligne de succession.
Son corps est alors porté le jour même au palais des Tuileries et il est inhumé le 16 juillet 1714 dans la basilique Saint-Denis. Son épouse, qui se trouvait en était de grossesse avancée lors de la mort du duc, accouche d'une fille le 16 juin, qui est baptisée comme elle, Marie-Louise-Élisabeth, avant de mourir le lendemain. La paternité réelle de cet enfant posthume est sujette à caution, les nombreuses aventures extra-conjugales de la duchesse alimentaient déjà des rumeurs.

## Les débuts de la Régence

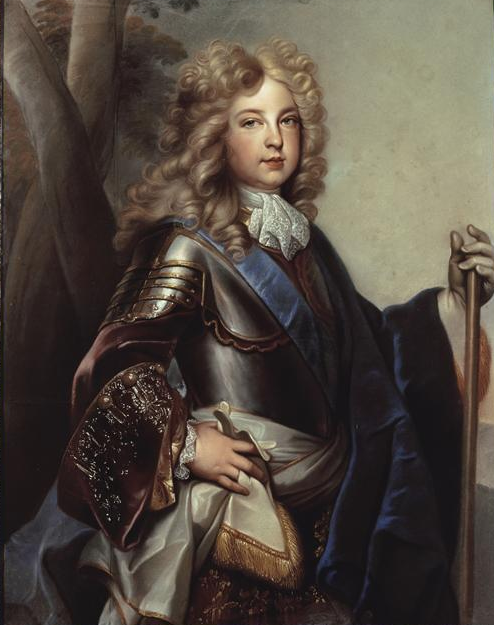
Portrait de Charles de France, duc de Berry par Joseph Vivien, vers 1700.

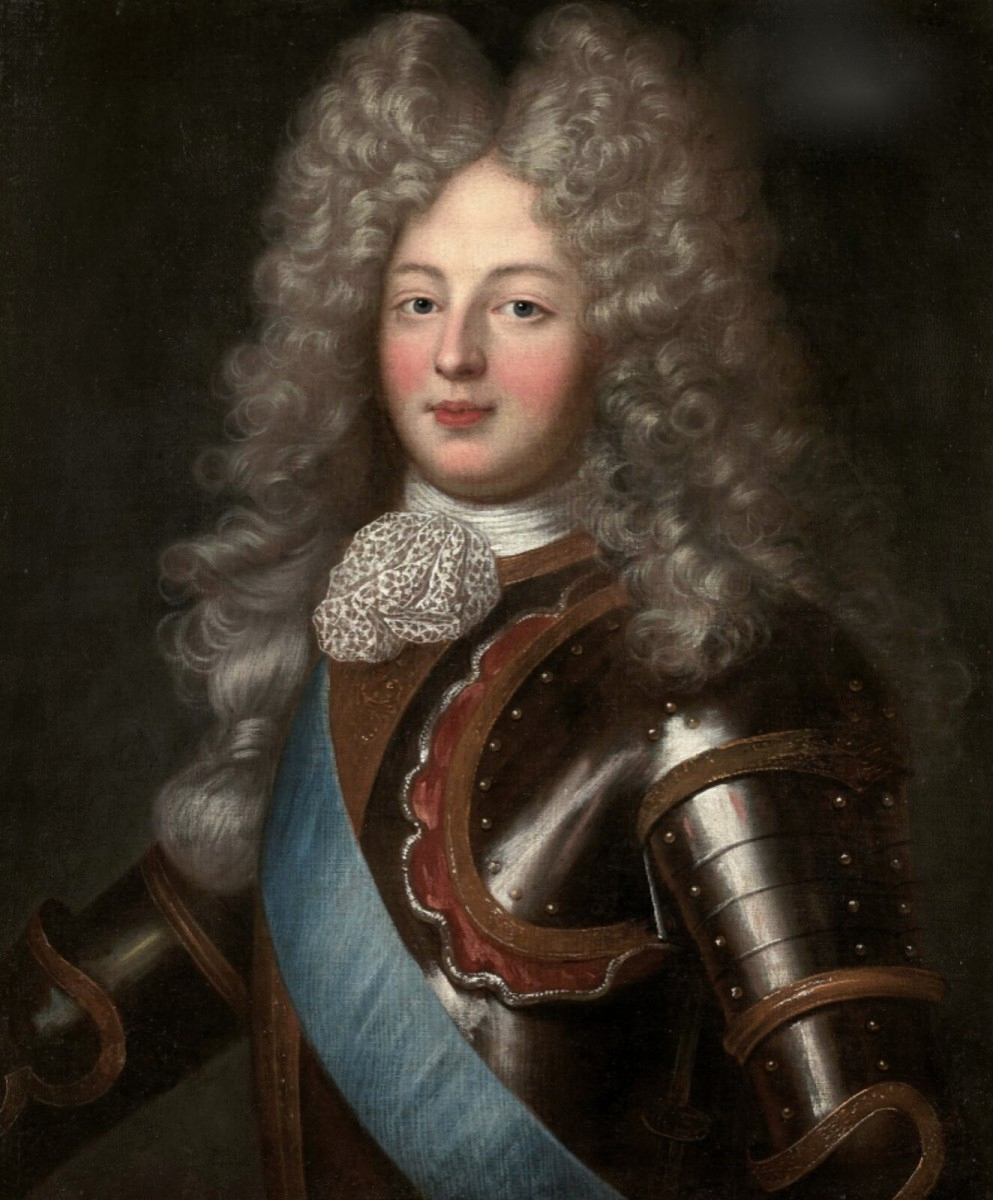
Charles, duc de Berry par Alexis Simon Belle, 1710.

Le roi Louis XIV meurt l'année suivante, laissant le trône à son arrière-petit-fils, Louis XV, âgé de cinq ans. La régence est confiée à Philippe d'Orléans, père de la duchesse de Berry. Ses ennemis prétendent que le père et la fille, habitués de la débauche, ont une liaison incestueuse et attribuent alors au Régent les grossesses de sa fille. Le fait est qu'une fois la période de deuil terminée la duchesse s'abandonne publiquement à sa grave fièvre de plaisirs licencieux. Nouvellement installée au palais du Luxembourg, elle y mène un train de vie dispendieux et elle ne met aucun frein à sa forte voracité alimentaire et sexuelle.
Fin janvier 1716, officiellement alitée à cause d'un « gros rhume », la jeune veuve met au monde une fille. En 1717, elle passe le printemps et l'été au château de la Muette pour y accoucher d'un autre enfant illégitime. La santé ruinée par la débauche et ses grossesses clandestines, la « féconde Berry », (nommée de la sorte dans les poèmes satiriques) meurt le 21 juillet 1719 des suites d'un accouchement laborieux. L'autopsie la révèle encore enceinte.

## Descendance
Trois enfants sont nés de l'union de Charles de France et de Marie-Louise-Élisabeth d'Orléans :
- Louise, née et morte le 21 juillet 1711 ;
- Charles, duc d'Alençon, né le 26 mars 1713, et mort le 16 avril suivant, après avoir vécu 21 jours ;
- Marie-Louise-Élisabeth, posthume, née le 16 juin 1714, morte le lendemain.

## Source
Cet article comprend des extraits du Dictionnaire Bouillet. Il est possible de supprimer cette indication, si le texte reflète le savoir actuel sur ce thème, si les sources sont citées, s'il satisfait aux exigences linguistiques actuelles et s'il ne contient pas de propos qui vont à l'encontre des règles de neutralité de Wikipédia.